# Чаджявица-Горня (Биелина)
Чаджявица-Горня (серб. Чађавица Горња / Čađavica Gornja) — село в общине Биелина Республики Сербской Боснии и Герцеговины. Население составляет 1085 человек по переписи 2013 года.